# Castaway Cay
Castaway Cay (engelska: Gorda Key, Gorda Cay, Castaway Key) är en ö i Bahamas.   Den ligger i distriktet South Abaco District, i den norra delen av landet, 120 km norr om huvudstaden Nassau. Arean är 4,1 kvadratkilometer.